# Залесье (Тевельский сельсовет)
Зале́сье (бел. Залессе) — деревня в Кобринском районе Брестской области Белоруссии. Входит в состав Тевельского сельсовета.
По данным на 1 января 2016 года население составило 77 человек в 33 домохозяйствах.

## География
Деревня расположена в 18 км к северо-западу от города Кобрин, 2 км от станции Тевли, в 62 км к востоку от Бреста, на автодороге Р102 Кобрин-Каменец.

## История
Населённый пункт известен с 1563 года. В разное время население составляло:
- 1999 год: 70 хозяйств, 134 человек;
- 2005 год: 54 хозяйства, 105 человек;
- 2009 год: 79 человек;
- 2016 год[2]: 33 хозяйства, 77 человек;
- 2019 год[1]: 62 человека.